# Meurtre à la mode
Pour plus de détails, voir Fiche technique et Distribution.
Meurtre à la mode (Murder a la Mod) est un film américain réalisé par Brian De Palma, sorti en 1968. Projeté dans un seul cinéma de New York, le film est donc passé inaperçu. Il a cependant pu être redécouvert lors de la sortie d'une édition DVD remastérisée en 2006 aux États-Unis. En France, le film sort pour la première fois en DVD fin 2011. 

## Synopsis
Une jeune actrice est retrouvée morte. Elle a été poignardée à de nombreuses reprises dans les yeux par un pic à glace. Son meurtre est montré trois fois, dans trois styles et de trois points de vue différents.

## Fiche technique
- Titre français : Meurtre à la mode
- Titre original : Murder a la Mod
- Réalisation et scénario : Brian De Palma
- Photographie : Bruce Torbet
- Montage : Brian De Palma
- Musique : John Herbert McDowell
  - La chanson Murder a la Mod est interprétée par William Finley
- Producteur : Ken Burrows
- Société de production : Aries Documentaries
- Pays d’origine :  États-Unis
- Langue originale : anglais
- Format : Couleur et noir et blanc - 1. 66 - 35 mm
- Genre : comédie dramatique, thriller
- Durée : 80 minutes
- Budget : environ 50 000 Dollars américains[1]
- Dates de sortie[2] :
  - États-Unis : 1er mai 1968 (New York)

## Distribution
- Margo Norton : Karen
- Andra Akers : Tracy
- Jared Martin : Christopher
- William Finley : Otto
- Ken Burrows : Wiley
- Lorenzo Catlett : le policier
- Jennifer Salt : la première actrice
- Laura Rubin : la deuxième actrice

## Production
Meurtre à la mode est en réalité le deuxième long métrage de fiction réalisé par Brian de Palma, après The Wedding Party qui ne sortira qu'en 1969 au cinéma. Brian De Palma s'est à l'époque associé avec un de ses amis, Ken Burrows, pour fonder une petite maison de production qui réalise des films institutionnels et des documentaires dans le but de gagner suffisamment d'argent pour produire un long métrage. C'est donc pour moitié avec l'argent de ces commandes qu'ils financent les 50 000 dollars que coûte ce film, l'autre moitié venant d'un coproducteur spécialisé dans le cinéma érotique à qui ils ont fait croire que le film appartenait à ce genre.
Le tournage a lieu à New York, notamment à Manhattan.

## Accueil
Le coproducteur du film, qui s'attendait à un film érotique « avec plein de filles nues » est tellement désappointé par le film que De Palma et son associé doivent se charger eux-mêmes de la distribution. Le film sort à New York dans un cinéma de la Deuxième Avenue, le Gate Theater (en), en double programme avec un film de Paul Bartel, The Secret Cinema (en). Il y reste programmé deux semaines.

## Analyse
La première partie, filmée comme un soap opera, adopte le point de vue de la victime du meurtre. Les plans sont longs et une voix off raconte les événements antérieurs au meurtre. La deuxième partie montre les mêmes événements dans un style hitchcockien. La dernière partie est filmée du point de vue du tueur sourd et muet, à la manière d'un film burlesque, avec des accélérés. C'est avec ce film que De Palma découvre à quel point le style d'un film influence la manière dont l'histoire est perçue par le spectateur. Il reprendra le même principe dans son film suivant, Greetings où se trouvent trois personnages principaux et trois styles différents de filmage.

## Autour du film
Il est à noter que Brian de Palma rendra hommage à ce film dans son opus Blow Out (1980), lors d'une scène où l'acteur Dennis Franz (jouant le rôle d'un reporter photo) en regarde un extrait à la télévision, alors que Nancy Allen vient chez lui à l'improviste,.

## Éditions en vidéo
Meurtre à la mode sort en France en anglais sous-titrée en français en DVD le 8 novembre 2011.